# Fljótsdalshreppur
Fljótsdalshreppur (kiejtése: ˈfljoutsˌtalsˌr̥ɛhpʏr̥) önkormányzat Izland Keleti régiójában. Itt található a Kárahnjúkar vízerőmű.

## Nevezetes személyek
- Gunnar Gunnarsson, író[3]

## Fordítás
- Ez a szócikk részben vagy egészben  a   Fljótsdalshreppur című angol Wikipédia-szócikk ezen változatának fordításán alapul.  Az eredeti cikk szerkesztőit annak laptörténete sorolja fel. Ez a jelzés csupán a megfogalmazás eredetét és a szerzői jogokat jelzi, nem szolgál a cikkben szereplő információk forrásmegjelöléseként.